# Bahía de Santoña
La bahía de Santoña está localizada entre Santoña y Laredo, en Cantabria (España). Esta bahía constituye uno de los estuarios más importantes de la región, originado al ser invadido por el mar en el curso bajo del río Asón.
La amplitud de la bahía (30 km²), como en los casos de San Vicente de la Barquera y Santander, está ligada a la existencia de un sustrato fácilmente erosionable, constituido por materiales arcillosos y salinos del Triásico. La ensenada se encuentra casi cerrada por una gran flecha litoral: el puntal de La Salvé, que crece desde Laredo y Colindres hacia Santoña, en dirección sur-norte, merced a los aportes arenosos y dinámica de las corrientes marinas. También limita la bahía el monte Buciero.
La gran mayoría de la extensión de la bahía constituye un estuario con marismas de gran valor ecológico y con gran desarrollo de la zona intermareal y está cubierta por sedimentos limosos con abundante materia orgánica.
Las marismas de la bahía de Santoña están amenazadas por un proceso de relleno artificial que ha afectado a una superficie considerable en las cercanías de dicha ciudad.

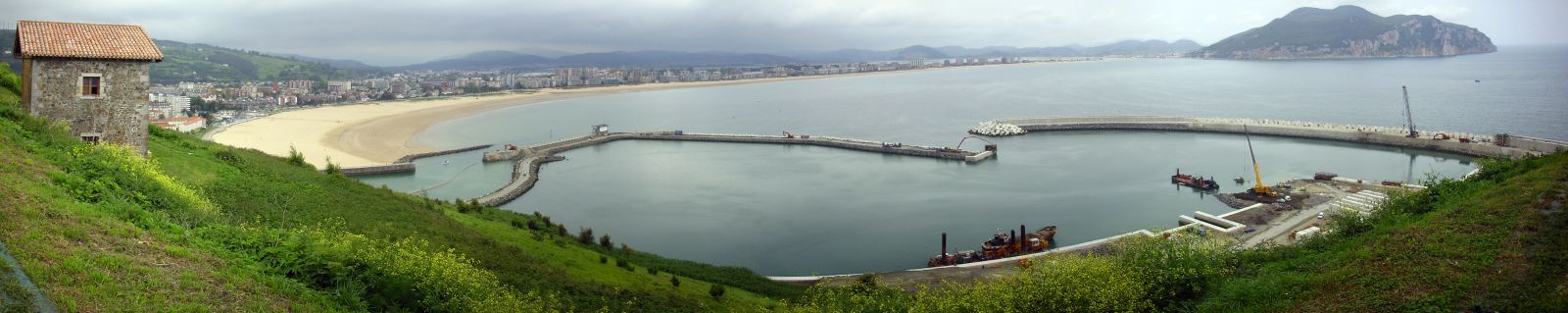
Bahía de Santoña con el nuevo puerto deportivo de Laredo, en primer término, durante su construcción.

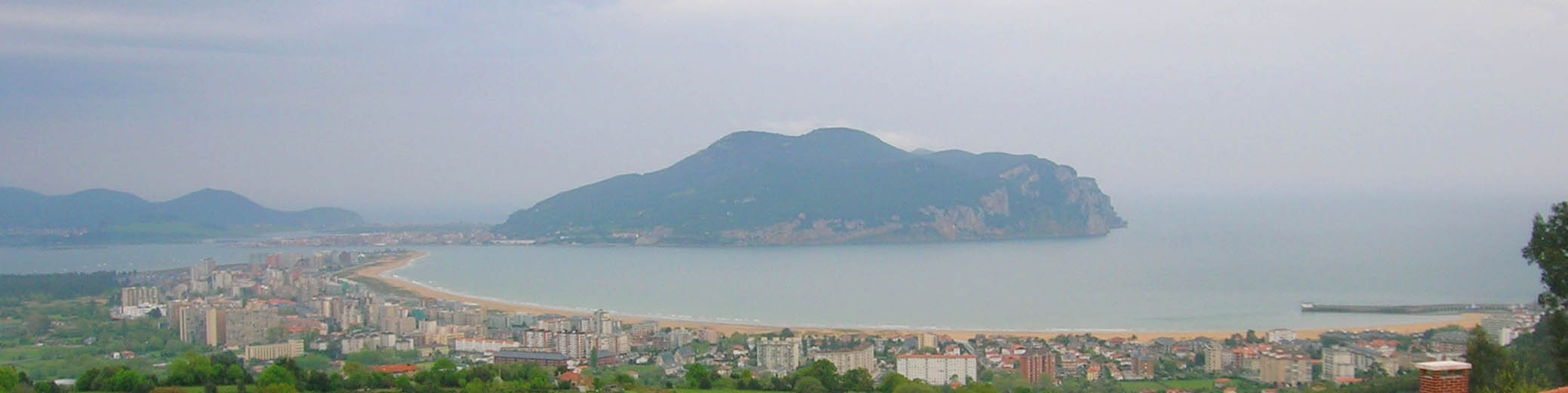
Panorámica de la bahía.